# District de Vič
Le district de Vič est l'un des 17 districts de la municipalité de Ljubljana. Il est situé au sud-ouest du centre-ville et a pris le nom du village qu'il a incorporé. Il est encadré par le district de Rožnik au nord, celui de Trnovo à l'est et celui de Rudnik au sud.
Plusieurs facultés de l'université de Ljubljana ainsi que des instituts nationaux de recherche, dans les domaines scientifiques et technologiques, sont établis dans ce district.